# 12 Angry Men (1997)
12 Angry Men is een Amerikaans televisiedrama uit 1997 onder regie van William Friedkin. De televisiefilm is een nieuwe versie van de gelijknamige film uit 1957 van Sidney Lumet.

## Verhaal
Twaalf leden van een jury moeten een oordeel vellen in een proces. Slechts een van de juryleden stemt onschuldig. Er volgt een lange discussie over de schuld van de beklaagde.

## Rolverdeling
| Acteur              | Personage      |
| ------------------- | -------------- |
| Courtney B. Vance   | Juryvoorzitter |
| Ossie Davis         | Jurylid        |
| George C. Scott     | Jurylid        |
| Armin Mueller-Stahl | Jurylid        |
| Dorian Harewood     | Jurylid        |
| James Gandolfini    | Jurylid        |
| Tony Danza          | Jurylid        |
| Jack Lemmon         | Jurylid        |
| Hume Cronyn         | Jurylid        |
| Mykelti Williamson  | Jurylid        |
| Edward James Olmos  | Jurylid        |
| William Petersen    | Jurylid        |
| Mary McDonnell      | Rechter        |
| Tyrees Allen        | Bewaker        |
| Douglas Spain       | Beklaagde      |